# Tomasz Silarski
Tomasz Silarski (ur. 11 września 1895 w Nagórzanach, zm. wiosną 1940 w Katyniu) – polski nauczyciel, porucznik rezerwy piechoty Wojska Polskiego, ofiara zbrodni katyńskiej.

## Życiorys
Urodził się 11 września 1895 w Nagórzanach. Był synem Antoniego (ur. 1867, rolnik) i Katarzyny, z domu Nawalany (ur. 1874). Od 1908 uczęszczał do C. K. Gimnazjum w Sanoku, gdzie w 1914 ukończył V klasę jako prywatysta
Po wybuchu I wojny światowej 8 sierpnia 1914 przystąpił do Związku Strzeleckiego, a później do Legionów Polskich i walczył w składzie II Brygady Legionów Polskich. 27 listopada 1917 odniósł rany nogi. Po rekonwalescencji został wcielony do armii Austro-Węgier w maju 1917. Został skierowany na front włoski i tam służył w szeregach 45 pułku piechoty. W tym czasie odniósł rany głowy.
Po odzyskaniu przez Polskę niepodległości w listopadzie wstąpił do Wojska Polskiego. Został przydzielony do 3 batalionu Strzelców Sanockich. Od lutego 1919 walczył w wojnie polsko-ukraińskiej, w tym pod Chyrowem, Baligrodem, Cisną. W 1920 wziął udział w wojnie polsko-bolszewickiej. Uczestnicząc w bojach pod Kijowem został wzięty do niewoli pod Brzeżanami, skąd po trzech tygodniach uciekł i powrócił do wojsk polskich. Został wówczas oddelegowany na kurs rachunkowości we Lwowie w wymiarze dwóch miesięcy, a następnie mianowany do stopnia sierżanta. 1 grudnia 1920 skierowano go na kurs dokształcający dla uczniów żołnierzy. 2 lipca 1921 zdał maturę, a 21 lipca został przeniesiony do rezerwy.
Po zwolnieniu z wojska został nauczycielem w polskiej Szkole Powszechnej w Trzciannem. Od 1 lipca do 24 sierpnia odbył kurs podchorążych w Szkole Podoficerów Zawodowych Piechoty nr 8 w Grudziądzu i ukończył go ze stopniem podchorążego. Został awansowany na stopień podporucznika rezerwy piechoty ze starszeństwem z dniem 1 września 1929. W latach 20. i 30 był oficerem rezerwowym 42 pułku piechoty z Białegostoku, w którym odbył ćwiczenia w 1923 i 1928. 19 marca 1939 został mianowany na stopień porucznika. Należał do kadry Okręgu Korpusu Nr III.
Był żonaty z Karoliną. Po wybuchu II wojny światowej po agresji ZSRR na Polskę został aresztowany przez Sowietów, po czym był przetrzymywany w obozie w Kozielsku. Na wiosnę został przetransportowany do Katynia i rozstrzelany przez funkcjonariuszy Obwodowego Zarządu NKWD w Smoleńsku oraz pracowników NKWD przybyłych z Moskwy na mocy decyzji Biura Politycznego KC WKP(b) z 5 marca 1940. Jego ciało nie zostało zidentyfikowane w toku ekshumacji w 1943.

## Upamiętnienie
W 2007 prezydent Lech Kaczyński awansował go pośmiertnie do stopnia kapitana.
9 kwietnia 2010 Tomasz Silarski został uhonorowany przez Dąb Pamięci zasadzony przy szkole podstawowej im. św. Franciszka w Trzciannem.